# Snipe Peak
Der Snipe Peak ist mit 226 m der höchste Berg auf Moe Island im Archipel der Südlichen Orkneyinseln.
Wissenschaftler der britischen Discovery Investigations nahmen 1933 erste Vermessungen vor. Seine Benennung erfolgte auf Vorschlag von Gordon de Quetteville Robin (1921–2004) vom Falkland Islands Dependencies Survey nach von ihm durchgeführten Vermessungen im Jahr 1947. Namensgeber ist die HMS Snipe, eine Sloop der Royal Navy, die Moe Island erstmals im Februar 1948 angelaufen hatte.